# Espadanedo (Cinfães)
Espadanedo ist eine Gemeinde (Freguesia) im portugiesischen Kreis Cinfães. In ihr leben 1161 Einwohner (Stand 19. April 2021).